# Jorge de Ataíde
Dom Jorge de Ataide (* 23. April 1535 in Lissabon, Portugal; † 17. November 1611 in Castanheira do Ribatejo, Distrikt Lissabon,  Portugal) war ein portugiesischer Adliger, römisch-katholischer Geistlicher, Kronrat, Beinahe-Thronfolger und Generalinquisitor von Portugal.
Er war Bischof von Viseu von 1568 bis 1578.

## Leben und Wirken
Jorge de Ataide entstammte einer Familie des Hochadels, sein Vater war Dom Antonio de Ataíde, 1. Graf von Castanheira, Schatzmeister von König Dom Johann III. von Portugal und Algarve und Gesandter Portugals am französischen Hofe sowie Bruder von Dom Luís de Ataíde, Vizekönig von Indien.
Er studierte Kunst und Theologie an der Universität von Coimbra. Als einfacher Priester nahm er am Konzil von Trient teil.

### Amtszeit als Bischof
Am 7. November 1568 wurde er durch Dom Julião de Alva, emeritierter Bischof von  Miranda do Douro in der Kirche Nossa Senhora da Graça in Lissabon in Anwesenheit des Königs Dom Sebastian I. von Portugal und Algarve, der zu diesem Zeitpunkt vierzehn Jahre alt und noch nicht für  droßjährig erklärt worden war sowie der Regentin von Portugal, Dona Katharina von Kastilien mit Infantin Maria und dem gesamten Hofstaat, zum Bischof geweiht.
In seine rund zehnjährige Amtszeit, die von 1568 bis 1578 ging, hatte er sich der Reform der Priesterausbildung und der Beichtangelegenheiten im Bistum verschrieben.
1578 trat er von seinem Amt als Bischof zurück und diente zunächst als Kronrat.

### Hofämter, Verrat und Beinahe-Thronfolge
Er wurde durch den neuen König Dom Heinrich I. von Portugal und Algarve 1578 zum Kronrat bzw. Berater und Kaplan des Königs ernannt. In dem großen Vertrauen, dass der alte Kardinalkönig in Ataide hatte, wurde in geheimen Sitzungen bestimmt, falls Heinrich ohne Nachkommen sein sollte, dass dann ggf. Ataide die Thronfolge antreten sollte. Ein Dispens dafür war beim Papst beantragt für eine Heirat und bereits auf dem Weg nach Lissabon, erreichte aber vor dem Tod des Kardinalkönigs nicht mehr den Kronrat und die Cortes. Ataide erzählte dies einem Gesandten am kastilischen Hof und dieser wiederum dem kastilischen König, der fortan versuchte, Ataide auf seine Seite zu ziehen, was ihm gelang, in dem er ihm hohe Ämter versprach und ihn sogar bezahlte. Von 1585 bis 1590 war er außerdem Prior des Klosters Alcobaça.
Auf dem Betreiben von Ataide wurde nach dem Tod von König Heinrich I. von Portugal und Algarve der Sturz von Kurzzeitkönig Dom Antonio  I. von Portugal und Algarve betrieben und Portugal und Kastilien in einer Personalunion vereint. Ataide setzte sich bei den Cortes für die Wahl Philipp II. von Kastilien zum König Philipp I. von Portugal ein. Dafür erhielt er hohe Ämter, so er war Oberkaplan der kastilischen Krone, Staatsrat und Almosengeber des Königs.
Im Jahr 1600 wurde er mit Zustimmung des Papstes zum Generalinquisitor von Portugal ernannt, als Nachfolger des Bischofs von Guarda, Nuno de Noronha.
Er starb am 17. November 1611 in Castanheira do Ribatejo im Alter von 76 Jahren und wurde im Kloster Santo Antonio beigesetzt.